# Istanbul Open 2015
Istanbul Open 2015 — тенісний турнір, що проходив на ґрунтових кортах у місті Стамбул, Туреччина з 27 квітня. Належав до категорії ATP World Tour 250.

## Фінальна частина

### Одиночний розряд
Роджер Федерер —  Пабло Куевас 6–3, 7–6(13–11)

### Парний розряд
Раду Албот /  Душан Лайович —  Роберт Ліндстедт /  Юрген Мельцер 6–4, 7–6(7–2)